# 攝津富田站

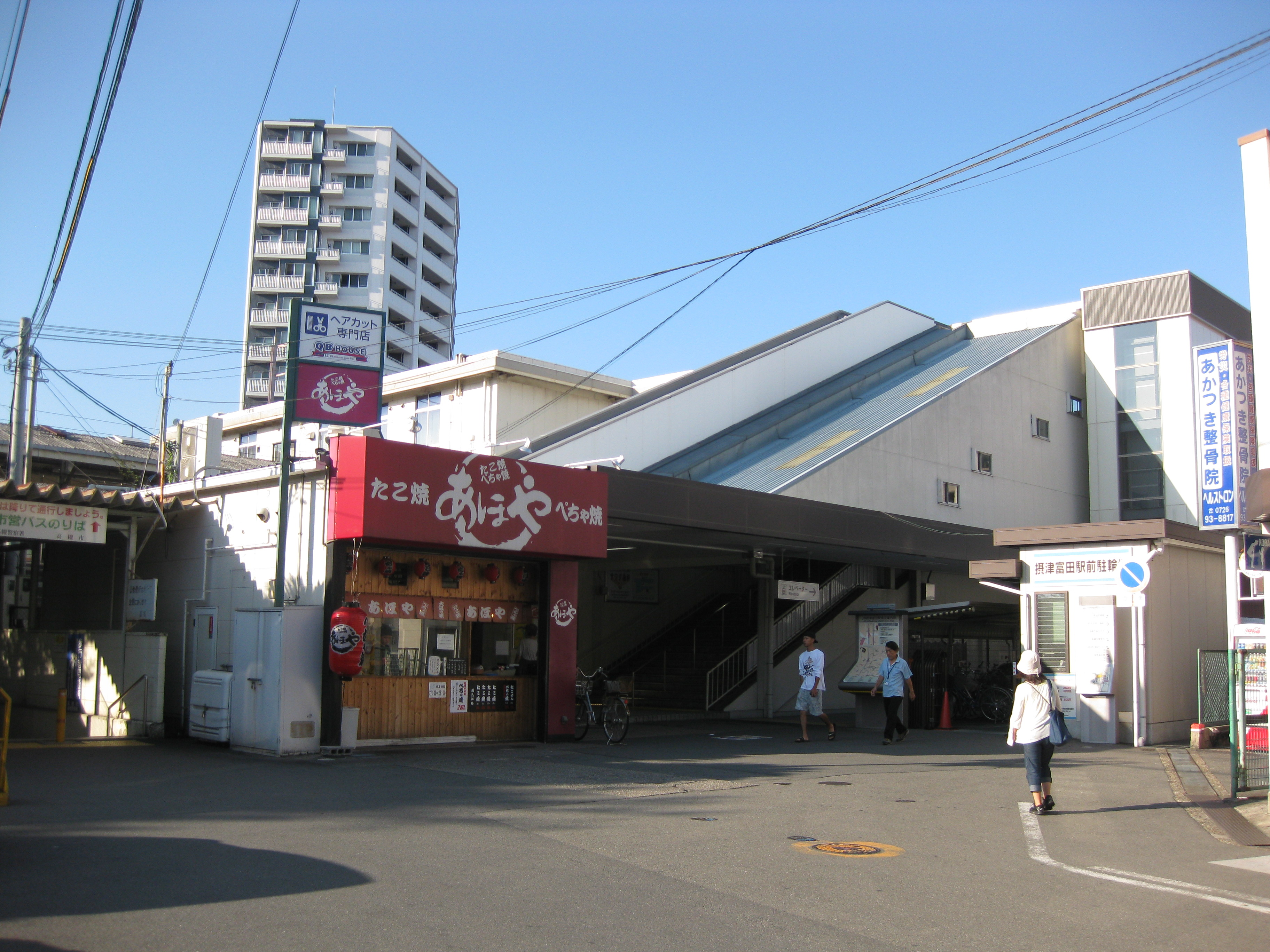
南出口

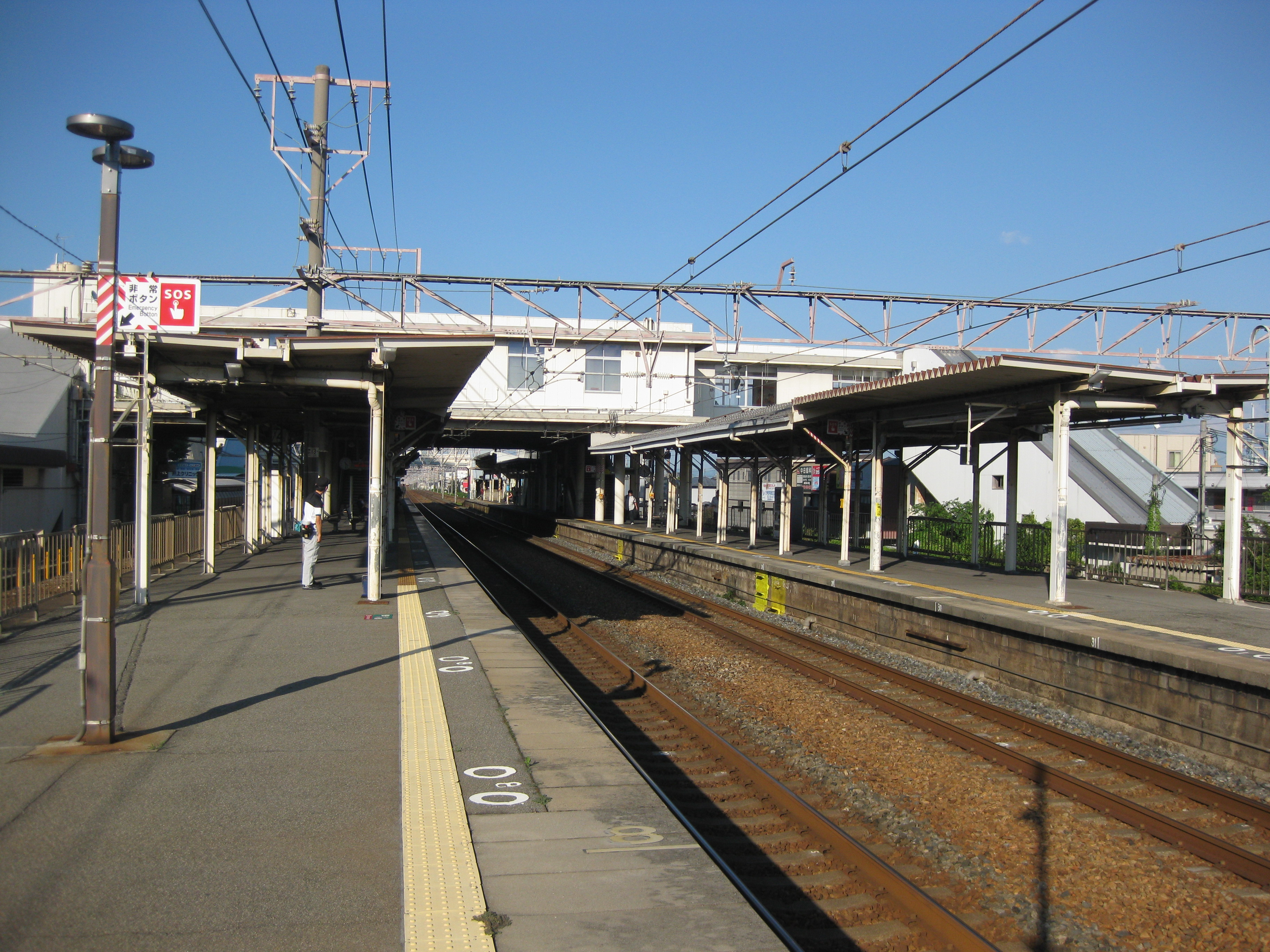
月台

攝津富田站（日语：／ Settsu-Tonda eki */?）是位於大阪府高槻市富田町一丁目，西日本旅客鐵道（JR西日本）東海道本線（JR京都線）的車站。車站編號為JR-A39。

## 歷史
- 1924年（大正13年）7月25日：日本國有鐵道東海道本線高槻站至茨木站之間開設此站。為旅客、貨物車站。
- 1970年（昭和45年）6月25日：現時的跨站式站房落成。
- 1975年（昭和50年）8月1日：結止此站的貨物業務。當時設有松下電器產業高槻工廠的專用線，以用作貨物運送。
- 1987年（昭和62年）4月1日：伴隨國鐵分割民營化，車站由西日本旅客鐵道（JR西日本）營運。
- 1988年（昭和63年）3月13日：制定路線別名「JR京都線」。
- 2002年（平成14年）7月29日：引入JR京都・神戶線運行管理系統（日语：アーバンネットワーク運行管理システム#JR京都・神戸線システム）。
- 2003年（平成15年）11月1日：此站可以使用IC卡ICOCA。
- 2007年（平成19年）3月18日：更新車站自動廣播（日语：駅自動放送）。
- 2008年（平成20年）8月16日：閘內設置升降機和電梯。
- 2010年（平成22年）3月29日：閘外設置升降機。
- 2015年（平成27年）3月12日：引入進站音樂。
- 2018年（平成30年）3月17日：引入車站編號並開始使用。
- 未定:預計車站高架化。

## 車站構造
車站為一座設有跨站式站房的地面車站，設有2面4線的島式月台。設有轉轍器和絶對信號機，被定義為停留所。一般閘口位於跨站式站房中央。另外，在月台東邊的跨線橋設有松下閘口，該處只設有出閘機，以供於平日早上松下與明治的員工，以及假日前往真如苑（悠音精舎）的臨時巴士乘客使用。其他時段會關閉閘口。
此站為直營車站，設有站長，由高槻站管理的地區車站。可使用ICOCA與互相使用的IC卡。松下閘口也支援IC卡，但是若出閘時IC卡剩額不足，需向車站職員進行現金補票，並領取補票證明書，在一般閘口出閘。

### 月台配置
| 月台 | 路線     | 方向 | 軌道   | 目的地                             |
| ---- | -------- | ---- | ------ | ---------------------------------- |
| 1    | JR京都線 | 下行 | 外側線 | （只供通過列車使用，設有柵欄圍封） |
| 2    | JR京都線 | 下行 | 內側線 | 新大阪、大阪、三之宮方向           |
| 3    | JR京都線 | 上行 | 內側線 | 高槻、京都方向                     |
| 4    | JR京都線 | 上行 | 外側線 | （只供通過列車使用，設有柵欄圍封） |

- 以上的路線名是使用旅客資訊上的名稱（別名、愛稱）。
- 1、4號月台供新快速、快速（部分）、特急列車通過，通常不會使用以上月台停站（部分快速會在2、3號月台通過）。

### 時間表
在日間時段，設有每小時8班的普通列車，在早上黃昏時段會較多班次。

### 公眾通道
設有自動售票機和綠色窗口。另外設有Heart·in便利店與郵貯銀行ATM。

### 無障礙設施
在閘外北出口、南出口設有上行電梯。另外，在2010年3月29日設置了升降機。在閘內，於2008年8月16日起設置了上下行的電梯和升降機。

## 使用情況
在2018年（平成30年）度，1日平均乘車人次為20,009人。
以下為近年1日平均乘車人次列表：
| 年度               | 1日平均 乘車人次 | 參考資料 |
| ------------------ | ---------------- | -------- |
| 1990年（平成02年） | 18,924           | [ * 1 ]  |
| 1991年（平成03年） | 19,561           | [ * 2 ]  |
| 1992年（平成04年） | 20,512           | [ * 3 ]  |
| 1993年（平成05年） | 21,175           | [ * 4 ]  |
| 1994年（平成06年） | 21,067           | [ * 5 ]  |
| 1995年（平成07年） | 21,608           | [ * 6 ]  |
| 1996年（平成08年） | 22,569           | [ * 7 ]  |
| 1997年（平成09年） | 22,242           | [ * 8 ]  |
| 1998年（平成10年） | 21,995           | [ * 9 ]  |
| 1999年（平成11年） | 21,774           | [ * 10 ] |
| 2000年（平成12年） | 21,543           | [ * 11 ] |
| 2001年（平成13年） | 21,331           | [ * 12 ] |
| 2002年（平成14年） | 20,816           | [ * 13 ] |
| 2003年（平成15年） | 20,952           | [ * 14 ] |
| 2004年（平成16年） | 20,835           | [ * 15 ] |
| 2005年（平成17年） | 20,517           | [ * 16 ] |
| 2006年（平成18年） | 20,566           | [ * 17 ] |
| 2007年（平成19年） | 20,785           | [ * 18 ] |
| 2008年（平成20年） | 20,570           | [ * 19 ] |
| 2009年（平成21年） | 20,032           | [ * 20 ] |
| 2010年（平成22年） | 20,191           | [ * 21 ] |
| 2011年（平成23年） | 19,985           | [ * 22 ] |
| 2012年（平成24年） | 20,040           | [ * 23 ] |
| 2013年（平成25年） | 20,599           | [ * 24 ] |
| 2014年（平成26年） | 20,348           | [ * 25 ] |
| 2015年（平成27年） | 20,549           | [ * 26 ] |
| 2016年（平成28年） | 20,768           | [ * 27 ] |
| 2017年（平成29年） | 20,821           | [ * 28 ] |
| 2018年（平成30年） | 20,009           | [ * 29 ] |

## 車站周邊
公共設施
- 高槻市政廳富田分所
- 阪急京都本線富田站 - 約300米距離
- 國道171號（日语：国道171号）
- 高槻市立第四中學（日语：高槻市立第四中学校）
- 大阪府立高槻支援學校（日语：大阪府立高槻支援学校）
- 高槻市立富田小學（日语：高槻市立富田小学校）
- 高槻市立富田接觸文化中心（前高槻市立富田解放會館）
- 高槻市西部保健中心
- 大阪府三島重症監護中心光診療所
- 高槻富田郵局
- 高槻社會保險健康中心

店舗
- AEON Food Style攝津富田店
- Joshin高槻店

金融機關
- 池田泉州銀行 富田分店
- 關西未來銀行（日语：関西みらい銀行） 富田分店
- 里索那銀行 高槻富田分店
- 北大阪信用金庫（日语：北おおさか信用金庫） 富田分店

企業
- 酉島製作所（日语：酉島製作所）總部
- Sunstar（日语：サンスター）總部
- 松下照明設備（日语：パナソニック ライティングデバイス）高槻工廠（松下攝影·照明（日语：パナソニック フォト・ライティング）總部）
- 明治大阪工廠，明治體育廣場高槻
- MARUYASU（日语：マルヤス (大阪府)）超級市場總部、宮田店

史蹟
- 繼體天皇傳說的2個陵墓（太田茶臼山古墳、今城塚古墳（日语：今城塚古墳））（轉乘高槻市巴士前往）

## 巴士路線
北出口設有高槻市營巴士與阪急巴士總站。許多關西大學高槻校園的學生在此站轉乘巴士。在巴士站旁同時設有的士站。南出口可使用阪急富田巴士站。

### 高槻市營巴士
迴旋路中設有落客站。上車站迴旋路北邊（國道171號線方向），高槻市立第四中學之泳池旁邊為1號和2號乘車處，在迴旋路東邊為3號和4號乘車處。4號乘車處後面為往真如苑的臨時巴士乘車處。
- JR富田站 1號乘車處
  - 奈佐原、關西大學、萩谷総合公園、萩谷
- JR富田站 2號乘車處
  - JR高槻站北
- JR富田站 3號乘車處
  - 富田團地、富田團地東
- JR富田站 4號乘車處
  - 日本紅十字會醫院、公團阿武山、西塚原、大阪藥科大學（日语：大阪薬科大学）

### 阪急巴士
迴旋路部分位置為阪急巴士乘車和落客站。此站的路線只於平日運行，且班次數目非常少，因此卻乘坐時需注意出發時間。
JR富田巴士站
- 茨木、富田線65系統（日语：阪急バス茨木営業所#茨木・富田線）　經三咲町往JR茨木（只有平日以下班次）
  - 8時10分出發 往三咲町
  - 13時20分出發 經三咲町往JR茨木
  - 18時53分出發 經三咲町往JR茨木

## 站名來源
此站來自舊攝津國與三島郡富田村。但是三重縣的富田站（JR東海關西本線）已於1894年7月5日啟用。因此此站冠上「攝津」以作區別。另外，和歌山縣紀伊富田站（JR西日本紀勢本線）在1933年12月20日啟用。由於該站也是來自當地相同的地名，因此該車站又冠上了舊國名以作區別。遵循慣例，冠上了舊國名「攝津」的車站，只有攝津本山站（JR神戶線）與此站，私鐵中沒有這樣做。
在1928年1月16日開業的阪急京都線（舊新京阪鐵道）富田站中，在啟用當時的站名為富田町站，在1957年（昭和32年）7月1日才改名為富田站。

## 相鄰車站
西日本旅客鐵道
 JR京都線（東海道本線）
■新快速、■快速
通過
■普通
高槻（JR-A38）－攝津富田（JR-A39）－總持寺（JR-A40）

### 內文
1. ↑  JR京都線、摂津富田～茨木駅間新駅の駅名決定について （页面存档备份，存于）- 西日本旅客鐵道新聞發布 2017年8月8日

### 使用情況
1. ↑  大阪府統計年鑑 （页面存档备份，存于） - 大阪府
2. ↑  高槻市統計書 （页面存档备份，存于） - 高槻市

大阪府統計年鑑
1. ↑  大阪府統計年鑑（平成3年）PDF
2. ↑  大阪府統計年鑑（平成4年）PDF
3. ↑  大阪府統計年鑑（平成5年）PDF
4. ↑  大阪府統計年鑑（平成6年）PDF
5. ↑  大阪府統計年鑑（平成7年）PDF
6. ↑  大阪府統計年鑑（平成8年）PDF
7. ↑  大阪府統計年鑑（平成9年）PDF
8. ↑  大阪府統計年鑑（平成10年）PDF
9. ↑  大阪府統計年鑑（平成11年）PDF
10. ↑  大阪府統計年鑑（平成12年）PDF
11. ↑  大阪府統計年鑑（平成13年）PDF
12. ↑  大阪府統計年鑑（平成14年）PDF
13. ↑  大阪府統計年鑑（平成15年）PDF
14. ↑  大阪府統計年鑑（平成16年）PDF
15. ↑  大阪府統計年鑑（平成17年）PDF
16. ↑  大阪府統計年鑑（平成18年）PDF
17. ↑  大阪府統計年鑑（平成19年）PDF
18. ↑  大阪府統計年鑑（平成20年）PDF
19. ↑  大阪府統計年鑑（平成21年）PDF
20. ↑  大阪府統計年鑑（平成22年）PDF
21. ↑  大阪府統計年鑑（平成23年）PDF
22. ↑  大阪府統計年鑑（平成24年）PDF
23. ↑  大阪府統計年鑑（平成25年）PDF
24. ↑  大阪府統計年鑑（平成26年）PDF
25. ↑  大阪府統計年鑑（平成27年）PDF
26. ↑  大阪府統計年鑑（平成28年）PDF
27. ↑  大阪府統計年鑑（平成29年）PDF
28. ↑  大阪府統計年鑑（平成30年）PDF
29. ↑  大阪府統計年鑑（令和元年）PDF

## 外部連結
- 攝津富田｜車站資訊：JR出門網 - 西日本旅客鐵道